# The Ranger and the Law
The Ranger and the Law è un film muto del 1921 diretto da Robert Kelly. Sceneggiato da Henry McCarty e James Leo Meehan, fu prodotto da Lester Cuneo, anche interprete principale del film nel quale lavorò a fianco della moglie, l'attrice Francelia Billington.

## Trama
Dick Dawson decide di non entrare nell'azienda di famiglia, preferendo invece partire per il West dove vuole diventare un ranger. Quando arriva, tutti pensano che sia un incapace, un damerino di città cresciuto nella bambagia, ma lui dimostra di ciò che è capace mettendo al tappeto Slim Dixon, un contrabbandiere di whisky travestito da ranger. Dixon, volendosi vendicare di lui, informa il capo della banda, Red Hobbs, del pericolo che rappresenta per loro il nuovo arrivato. Intanto Dick ha conosciuto Ann, la figlia di Hobbs, e se ne è innamorato. Il padre, però, le vieta di rivederlo ancora. Sorpresa a fargli dei segnali, Ann viene presa da Hobbs che, dopo averla legata mani e piedi, la tiene prigioniera dentro una miniera. La ragazza verrà salvata da Dick che dovrà però battersi prima con suo padre. Durante la lotta, Hobbs rotola nel fiume e annega. Dick riesce a raggiungere Ann proprio mentre Dixon, dopo averla caricata su un cavallo, sta per portarsela via. Eliminato senza problemi anche Dixon, Dick ora può finalmente dichiararsi e sposare la ragazza.

## Produzione
Il film fu prodotto dalla Lester Cuneo Productions.

## Distribuzione
Distribuito dalla Capitol Film Exchange, uscì nelle sale statunitensi il 22 gennaio 1921. Nel 1931, nel Regno Unito, fu distribuito Fighting Strength che sembra essere lo stesso film o una versione modificata di The Ranger and the Law. La descrizione della trama che ne fece la stampa britannica è molto simile e il personaggio di Ann nelle due pellicole è uguale. Le recensioni riportavano solo alcuni nomi cambiati nei personaggi oltre a dare alcuni nomi in più nel cast, aggiungendovi Fred Gamble e John McCready e, come protagonista, l'attore Dick Douglas.
Non si conoscono copie ancora esistenti della pellicola che viene considerata presumibilmente perduta.